# Edvard Beneš
Edvard Beneš (wym. [ˈɛdvart ˈbɛnɛʃ]ⓘ; ur. 28 maja 1884 w Kožlanach, zm. 3 września 1948 w Sezimovie Ústí) – czeski polityk, prezydent Czechosłowacji w latach 1935–1938, na uchodźstwie w latach 1940–1945, i ponownie w kraju w latach 1945–1948, premier Czechosłowacji w latach 1921–1922, członek parlamentu w latach 1920–1925 i 1929–1935.

## Życiorys

### Dzieciństwo i młodość
Urodził się 28 maja 1884 w miasteczku Kožlany, w Austro-Węgrzech, na terenie obecnych Czech. Pochodził z chłopskiej rodziny, był dziesiątym dzieckiem Matěja Beneša i Anny Beneš. Większość swojej młodości spędził w Pradze. W latach 1896–1904 uczęszczał do gimnazjum w dzielnicy Vinohrady.

### Małżeństwo i studia
Swoją przyszłą żonę, Annę Vlčkovą, poznał w Paryżu. Zaręczyli się w 1906 roku. Planowali wspólnie studiować na Sorbonie. W 1908 roku, Edvard uzyskał doktorat w zakresie nauk prawnych, a w 1912 – habilitację z filozofii. Poślubił Annę w listopadzie 1909 roku. Zmieniła wtedy swoje imię i nazwisko – na Hanę Benešovą.

### I wojna światowa
Podczas I Wojny Światowej Beneš był zaangażowany w działalność przeciwko Austro-Węgrom. Zorganizował wtedy niepodległościowy i antyaustriacki tajny ruch oporu Maffia. We wrześniu 1915 r. zmuszony był wyjechać z kraju. Udał się na wygnanie do Paryża, gdzie podjął zawiłe wysiłki dyplomatyczne, aby uzyskać uznanie Francji i Wielkiej Brytanii dla czechosłowackiej niepodległości. W latach 1916–1918 był sekretarzem czechosłowackiej rady narodowej w Paryżu oraz ministrem spraw wewnętrznych i spraw zagranicznych w tymczasowym rządzie czechosłowackim. W maju 1917 roku Beneš, razem z Tomášem Masarykiem i Milanem Štefánikiem powołali Korpus Czechosłowacki, mający walczyć na froncie we Francji i Włoszech. Liczył kilkadziesiąt tysięcy żołnierzy. W tamtym okresie, Beneš był działaczem partii Partii Narodowo-Społecznej. Uczestniczył w Konferencji pokojowej w Paryżu jako delegat Czechosłowacji. Między innymi dzięki jego działalności Czechosłowacja wywalczyła korzystne dla siebie postanowienia w traktacie pokojowym z Austrią.

### Minister spraw zagranicznych Czechosłowacji
W 1918 roku został mianowany ministrem spraw zagranicznych. Funkcję tę pełnił nieprzerwanie do 1935 roku. W latach 1921–1922 Beneš pełnił stanowisko szefa Rady Ministrów. Jako dyplomata zacieśniał stosunki z Zachodem, jednak utrzymywał również kontakty dyplomatyczne z ZSRR. Był również aktywnym działaczem Ligi Narodów i był radnym w tej organizacji. Zacieśniał także stosunki z państwami Europy Środkowej, odpowiadał za bliskie relacje z Rumunią i Jugosławią w ramach koncepcji Małej Ententy.

### Prezydent Czechosłowacji
W 1935 roku prezydent Masaryk ustąpił ze stanowiska. Jego następcą jako jedyny kandydat został Beneš, wskazany przez Masaryka. Podczas sprawowania funkcji prezydenta w polityce zagranicznej utrzymywał dawne relacje i dalej opierał politykę zagraniczną na kontaktach z Zachodem i Rumunią oraz Jugosławią. Uważał, że Czechosłowacja powinna oprzeć swe bezpieczeństwo na Lidze Narodów i utrzymywaniu postanowień Traktatu Wersalskiego. We wrześniu 1938 roku III Rzesza wysunęła roszczenia wobec terenów zamieszkałych przez ludność niemiecką. W obliczu żądań niemieckich znaczna część czeskiej generalicji zwróciła się do Beneša z żądaniem zaproponowania Polsce federacji z Czechosłowacją. Beneš jednak odmówił. Po zawarciu układu monachijskiego (wrzesień 1938) Beneš podał się do dymisji. 22 października tegoż roku ponownie znalazł się na wygnaniu, tym razem w londyńskiej dzielnicy Putney. Niektórzy historycy (m.in. Zenowiusz Ponarski) na podstawie wspomnień gen. Sudopłatowa utrzymują, że w przeniesieniu się do Wielkiej Brytanii miał pomóc Benešowi Piotr Zubow, były przyjaciel szefa NKWD Ławrentija Berii, zaś jego wyjazd był możliwy dzięki pomocy siatki NKWD, w tym pomocy finansowej.

### Rząd na emigracji
Podczas pobytu na wygnaniu swój czas dzielił między pobyty w Londynie i Paryżu. Bardzo aktywnie angażował się w jednoczenie ośrodka emigracyjnego, który szybko stał się politycznym zapleczem dla sprawy niepodległej Czechosłowacji. W listopadzie 1939 utworzył Czechosłowacki Komitet Narodowy, który później przekształcono w emigracyjny rząd. Objął przy nim stanowisko prezydenta, stając się odpowiednikiem gen. Władysława Sikorskiego, który kierował polityką polskiego Rządu Emigracyjnego. Mimo prób porozumienia między obydwoma krajami, na wzajemnych stosunkach odbijały się spory z przeszłości, w tym kwestia Zaolzia zajętego przez polskie wojsko w 1938 roku. Czechosłowacy sabotowali pomysł utworzenia silnego frontu państw Europy Środkowej stanowiącego przeciwwagę dla aliantów zachodnich. Benešowi zależało przede wszystkim na porozumieniu z ZSRR, w którym upatrywał lidera dla obszaru Europy Środkowej i Wschodniej. W 1943 roku sygnował w Moskwie układ o wzajemnej pomocy i współpracy, który wobec napiętych relacji między Polską a Związkiem Radzieckim ostatecznie przekreślił plany porozumienia na linii Warszawa–Praga.

### Trzecia Republika Czechosłowacka
Po zakończeniu wojny, w 1945 powrócił do Pragi i został zatwierdzony na zajmowanym dotychczas stanowisku przez Zgromadzenie Narodowe. 19 czerwca 1946 został ponownie wybrany na stanowisko prezydenta Republiki. Na mocy jego dekretów pozbawiono obywatelstwa i mienia Niemców oraz Węgrów wysiedlanych z Czechosłowacji. Po zamachu stanu w lutym 1948 zaakceptował nowy skład rządu, przedstawiony przez Klementa Gottwalda. W maju 1948 nie podpisał nowej konstytucji, 7 czerwca zaś złożył urząd i wycofał z życia publicznego.

### Śmierć i pogrzeb
Trzy miesiące po złożeniu urzędu zmarł. Na łożu śmierci poprosił o odwiedziny arcybiskupa Josefa Berana, który zastał go już nieprzytomnego w agonii, wobec czego udzielił Benešowi jedynie warunkowego rozgrzeszenia i ostatniego namaszczenia. Jego pogrzeb odbył się 10 września 1948 roku.
Od roku 2005 przed Ministerstwem Spraw Zagranicznych w Pradze znajduje się jego pomnik.

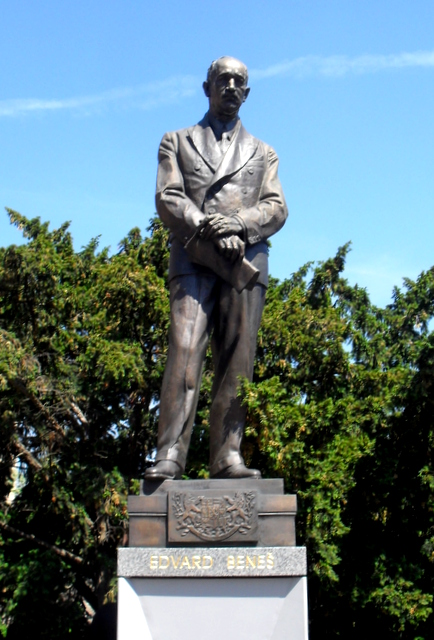
Pomnik prezydenta Edwarda Benesza na pl. Loretańskim praskich Hradczan

## Odznaczenia (lista niepełna)
- Order Lwa Białego – Czechosłowacja
- Krzyż Wojenny Czechosłowacki –1919[15]
- Order Krzyża Orła – Estonia – 1931[16]
- Krzyż Wielki Orderu Chrystusa – 1933, Portugalia[17]
- Krzyż Wielki Orderu Świętego Jakuba od Miecza – 1933, Portugalia[17]
- Krzyż Wielki Orderu Korony Włoch – 1920, Włochy[15]
- Order Leopolda – Belgia
- Krzyż Wielki Orderu Korony Rumunii – 1921[15]
- Krzyż Wielki Orderu Świętego Sawy – 1920, Jugosławia[15]
- Order Gwiazdy Jerzego Czarnego – Jugosławia
- Krzyż Wielki Orderu Narodowego Legii Honorowej – 1922, Francja[15]